# Eupleres
Eupleres е род от два вида бозайници от семейство Мадагаскарски мангустоподобни. Те са предимно сухоземни животни и се хранят главно с безгръбначни.

## Видове
- Фаланук, Eupleres goudotii – мезични гори на източен Мадагаскар
- Eupleres major – ксерични области в северозападен Мадагаскар[1]

## Природозащитен статус
Червеният списък на IUCN включва E. goudotii като уязвим, а E. major като застрашен вид.